# Escher Károly
Escher Károly (Szekszárd, 1890. október 22. – Budapest, 1966. február 16.) magyar fotográfus, fotóriporter, operatőr, szakíró.

## Élete és munkássága
Escher Béla és Sághy Ilona fiaként született, tanulmányait Budapesten végezte. 1909-ben gépgyárakban dolgozott műszaki rajzolóként, 1916-tól filmhíradók és játékfilmek operatőre lett, tagja volt Damó Oszkár stábjának, ő volt Bródy Sándor A dada című drámája filmváltozatának operatőre is. A húszas évek végére, a némafilm válsága idején felhagy a filmmel, figyelme a fényképezés felé fordul. 1920-ban Budapesten, a Józsefvárosban házasságot kötött Kliment György és Zelenjárszky Zsófia lányával, Erzsébettel.
1928-tól Az Est-lapok fotóriportere, dolgozik a Pesti Napló képes mellékletének (igazolva a műfaj létjogosultságát), 1939-ben a Híd, majd a Film Színház Irodalom fotósa, 1945-öt követően a Képes Világ, Kis Újság, Képes Figyelő, Hungarian Foreign Trade fotóriportere lett. 1951–52-ben, nyugdíjazásáig a Városépítési Tervező Irodánál dolgozott.
Escher Károly a fotográfia szinte minden területén alkotott: a színházi és színészfényképezés mellett sajtó- és riportfotós, kortörténeti értékű, szociálisan érzékeny riportképei (Éjjeli menedékhely, Kültelki nyomortanya, Kilakoltatottak) mellett kiváló portrékat készített a korszak nagyságairól, köztük a windsori hercegről, Derkovits Gyuláról, Walter Gropiusról, Móricz Zsigmondról. Nevéhez fűződik a muzeális Petőfi-dagerrotípia kémiai úton történt regenerálása 1955-ben. A restaurálás nagy kihívás volt számára. „Klösz György készített egy felvételt az akkor már nagyon rossz állapotban levő ezüstlemezről. Sajnos, durva retus-beavatkozásra volt szükség, Klösz önkényesen teljesen átrajzolta a fényképet. Így aztán évtizedeken át egy hamisított – jó szándékkal ugyan, de azért mégis hamisított – Petőfi fénykép forgott közkézen számos reprodukcióban mint 'hiteles' portré”. 
Képei magyar és külföldi kiállításon nyertek díjat. 1964-ben nyerte el a Nemzetközi Fotóművész Szövetség legmagasabb kitüntetését. 1965-ben érdemes művész díjat kapott.

## Kiállításai

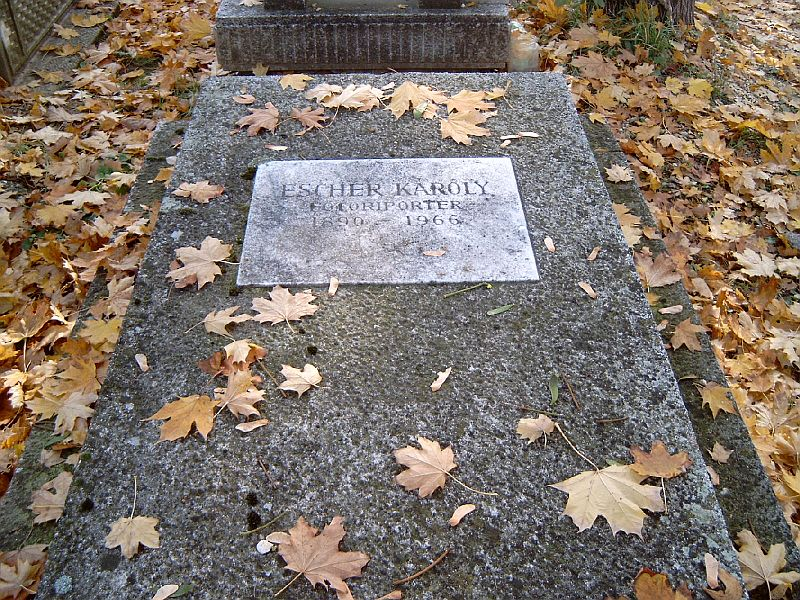
Escher Károly sírja a Farkasréti temetőben

### Egyéni kiállításai
- 1965: Magyar Nemzeti Galéria, Budapest (kat.)
- 1978: emlékkiállítás, a Magyar Fotóművészek Szövetsége vándorkiállítása
- 2010: Rejtőzködő életmű – Escher Károly fényképei
- 2010: Az ismeretlen ismerős – Escher Károly életmű-kiállítása
- 2010: „Foto Escher” – emlékkiállítás – válogatás magán- és közgyűjteményekből

### Csoportos kiállításai
- 1934: Iparművészeti Kiállítás, Milánó

## Művei
- Tábori Pál: A nemzetközi örs. Kilenc cserkész kalandjai; előszó Baden Powell, fotó Escher Károly; Singer-Wolfner, Bp., 1930
- Bajor Gizi, Budapest, 1958
- Riportfényképezés, Budapest, 1959
- Escher olvasókönyv; szerk. Móser Zoltán; Illyés Gyula Megyei Könyvtár, Szekszárd, 2012